# Ажинов, Иван Александрович
Иван Александрович Ажинов (1864 — 1920) — русский генерал-майор.

## Биография
Родился 1 мая 1864 года. Из дворян Войска Донского, сын обер-офицера, подполковника.
Окончил Воронежский кадетский корпус (1882) и Александровское военное училище (1884). Есаул с 1905, войсковой старшина с 1908. С 1908 — командир западной Донской казачьей батареи, с 1909 — командир 2-й Донской казачьей батареи, с 1912 — снова командир западной Донской казачьей батареи. С 12 августа 1914 года — командир 9-го Донского казачьего артиллерийского дивизиона. Полковник с 1915, генерал-майор с 1917 (?). С 16 сентября 1917 года — командир 108-й артиллерийской бригады. С ноября 1918 года — градоначальник Таганрога.
Во время Гражданской войны — в Вооружённых силах Юга России: в Добровольческой армии и ВСЮР. Умер от тифа на Кубани 4 февраля 1920 года.

### Семья
- Отец — подполковник Ажинов, Александр Иванович.
- Брат — генерал-майор Ажинов, Василий Александрович.
- Жена — Наталья Алексеевна (урождённая Фролова; вдова дворянина, умерла 4 февраля 1920 на Кубани).
- Дети — дочь Надежда (род. 7 августа 1906) и сын Владимир.